# Cyclosorus kunthii
Cyclosorus kunthii är en kärrbräkenväxtart som först beskrevs av Nicaise Augustin Desvaux, och fick sitt nu gällande namn av Maarten J.M. Christenhusz. Cyclosorus kunthii ingår i släktet Cyclosorus och familjen Thelypteridaceae. Inga underarter finns listade.